# کتابخانه و موزه ریاست جمهوری آبراهام لینکلن
موزه و کتابخانه ریاست جمهوری آبراهام لینکلن (به انگلیسی: Abraham Lincoln Presidential Library and Museum) یک مرکز فرهنگی و کتابخانه اسناد دولتی دوران ریاست جمهوری آبراهام لینکلن است.
این مرکز در اسپرینگ‌فیلد در ایلینوی قرار دارد. موزه همه روزه از ساعت ۹:۰۰ صبح تا ۵:۰۰ بعد از ظهر باز است.